# Karl Stadler (Künstler)
Pater Karl Stadler, geboren als Paul Stadler (* 7. März 1921 in Rorschacherberg; † 17. Juni 2012 in Engelberg) war ein Schweizer Benediktinermönch und Künstler, der im Kloster Engelberg im Kanton Obwalden, Schweiz, lebte und arbeitete. Er ist mit seinen Gemälden, Wandmalereien und Glasfenstern in Kirchen, Klöstern und auf öffentlichen Plätzen in der ganzen Schweiz vertreten.

## Leben
Paul Stadler wuchs in Rorschacherberg über dem Bodensee auf. 1934 kam er in die Stiftsschule Engelberg, 1942 trat er mit dem monastischen Namen Karl ins Kloster der Benediktiner ein. Er besuchte nach dem Studium der Theologie die Kunstgewerbeschule Basel  (heute Hochschule für Gestaltung und Kunst) und unterrichtete von 1951 bis 1996 an der Stiftschule Engelberg Zeichnen und Ästhetik. In seinem Dachgeschoss-Atelier im Kloster Engelberg widmete er sich bis ans Lebensende der Kunst, für die er in der Engelberger Bergwelt und auf Auslandreisen immer wieder neue Inspiration fand.

## Werk
Pater Karl war ein vielseitiger Gestalter: Seine Arbeiten über sieben Jahrzehnte umfassen Aquarelle, Zeichnungen, Holz- und Linolschnitte, Lithografien, Plastiken, Glasmalereien, Wandmalereien und Fotografien. Seine öffentlichen Aufträge umfassen das Kreuz und die Malereien an der Kassettendecke der Bergkapelle Schwand, Engelberg (1951), Glasmalereien und Tabernakel in der Taufkapelle der St. Antoniuskirche Luzern (1954), Chorfenster, Altar und Tabernakel in der St.-Anna-Kapelle auf dem Wädenswiler Berg (1959), Relief, Glasfenster, Altar, Tabernakel, Kreuz und Malereien im Benediktinerinnenkloster Maria-Rickenbach (1961, 1962, 1963, 1966, 1967, 1974, 1980, 1981, 1987, 1989), Wandgemälde, Glasfenster und Tabernakel in der ehemaligen Kapelle der Klosterwäscherei Engelberg (heute Schweizerische Sportmittelschule) (1962), 24 biblischen Szenen in Glasmalereien im Benediktinerinnenkloster St. Andreas, Sarnen (1964), Wandmalereien und Glasfenster in der Kirche des Benediktinerinnenklosters Marienburg in Wikon (1965), Glasmalereien in der Kirche St. Felix und Regula in Wattwil (1968) und der Heiligkreuzkapelle Grafenort (Engelberg) (1971), Glasfenster in der Seitenkapelle der Franziskanerkirche in Luzern (1973), Glasfenster, Wandmalerei, Altar und Tabernakel in der Kapelle des regionalen Alters- und Pflegeheims Bütschwil (1978), Glasfenster und Wandmalereien im Hallenbad der Stiftsschule Engelberg (1979), Wandmalereien in der Sportanlage Breite in Bütschwil (1980), Glasfenster im gotischen Chor der Kapelle Santa Chatrigna in Zuoz (1982), Wandmalereien im ehemaligen Gebetsraum des Spitals Schwyz (1984–1985), Glasmalereien, Tabernakel und Kreuz in der Hauskapelle des Alters- und Pflegeheims «Erlenhaus» in Engelberg (1987), Tafelbilder in der Dorfkirche Ueberstorf (1988), die Gestaltung der Hauskapelle des Missionshauses Maria Hilf in Steinhausen (1989), Glas- und Wandmalereien in der Kapelle des St. Theodul (St. Joder) bei Menzberg (1990), Wandmalereien und Tabernakel im Haus Maria Frieden (ehemaliges AIDS-Hospiz der Franziskanerinnen) in Oberharmersbach, Deutschland (1990), Wandmalereien im Speisesaal und in der Krypta des Benediktinerinnenklosters Maria-Rickenbach (1993, 1997) sowie Glasmalereien in der Taufkapelle und Deckenmalereien im Querschiff des St. Antonius-Heiligtums der Wallfahrtskirche St. Antonius in Egg ZH (1996–1997).
Pater Karls ausgedehnte Reisen durch Griechenland, die Türkei, Italien und Frankreich beeinflussten seine Arbeit. Von 1965 bis 2004 war er Herausgeber der Titlisgrüsse, der damals vierteljährlich erscheinenden Zeitschrift des Benediktinerklosters und der Stiftsschule Engelberg.
Von Dezember 2013 bis April 2014 präsentierte das Talmuseum Engelberg mit Die Schönheit des Einfachen eine Ausstellung von Pater Karls Schwarz-Weiss-Fotografie der Engelberger Bergwelt und ihrer Menschen.